# Oesterholz-Haustenbeck
Oesterholz-Haustenbeck ist ein Ortsteil der Gemeinde Schlangen im Kreis Lippe.

## Oesterholz

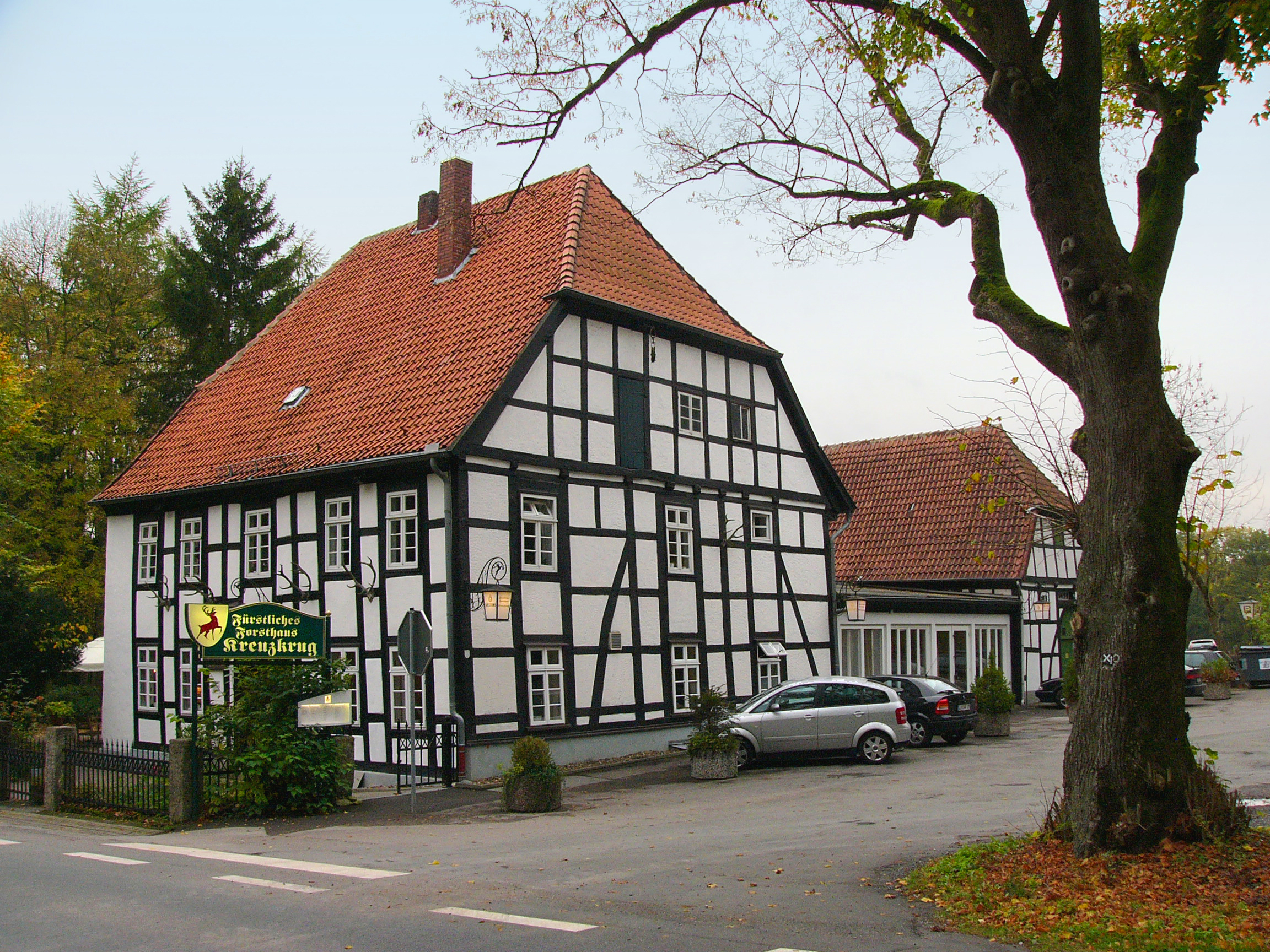
Kreuzkrug bei Oesterholz

### Geschichte
Erste Erwähnung fand Oesterholz, heute Oesterholz-Haustenbeck, um etwa 850 unter dem Namen „Astonholteimarki“. „Graf Bevo“ (vergl. Cobbo der Ältere) schenkte dem Kloster Corvey Land und Leute. Am 1. April 1921 wurde die Gemeinde Oesterholz aus der Kohlstädter Heide (bisher Gemeinde Kohlstädt), dem Bruch (bisher Gemeinde Schlangen) und der Meierei Oesterholz neu gebildet. Im Jahr 1939 wurde Haustenbeck formell eingegliedert. Am 1. April 1957 wurde Haustenbeck vollständig eingemeindet, seitdem hieß die Gemeinde Oesterholz-Haustenbeck. Am 1. Januar 1970 verloren Oesterholz-Haustenbeck wie auch der Nachbarort Kohlstädt ihre politische Eigenständigkeit, indem sie in die Gemeinde Schlangen eingemeindet wurden. Heute hat Oesterholz-Haustenbeck 2033 Einwohner (Stand: 1. Januar 2023). Ab der Jahrtausendwende wurden in Oesterholz-Haustenbeck zahlreiche neue Wohnhäuser errichtet, zumeist im Gebiet um die Grundschule am Sennerand und im Neubaugebiet an der Haustenbecker Straße.
Auf einer großen, rechteckigen Insel befindet sich das ehemalige Jagdschloss, das Ende des 16. Jahrhunderts von Graf Simon VI. zur Lippe errichtet wurde. Erhalten sind ein Fachwerkwohnhaus, das Eingangsportal von 1665 und einige Mauerreste. Heute beherbergt die Anlage ein Altenheim.
Durch den Laienforscher Wilhelm Teudt wurde der Hof Gierke in Oesterholz in den 1930er Jahren als Sternhof bekannt. Teudt behauptete, dass hier eine germanische Kultburg oder Gelehrtenschule bestanden habe. Dort sei auch der Ort des Klosters Hethi zu finden.

### Verkehr
Oesterholz liegt an der L937, die Oesterholz mit Detmold bzw. Schlangen und der B1 verbindet, sowie an der L942, die durch die Senne nach Augustdorf führt; diese Strecke ist aber nur befahrbar, wenn die Straßen durch den Truppenübungsplatz Senne geöffnet sind.
Der nächstgelegene Anschluss an eine Autobahn ist die Anschlussstelle Paderborn-Elsen an die A33.
Im ÖPNV verkehrt die Regionalbuslinie R51 Paderborn – Horn-Bad Meinberg durch Oesterholz. Die nächstgelegenen Bahnhöfe befinden sich in Horn-Bad Meinberg und Detmold etwa 12 Kilometer sowie Paderborn Hauptbahnhof etwa 14 Kilometer von Oesterholz entfernt.

### Natur
Die Senne nördlich Oesterholz ist ein 18 Hektar großes Naturschutzgebiet.

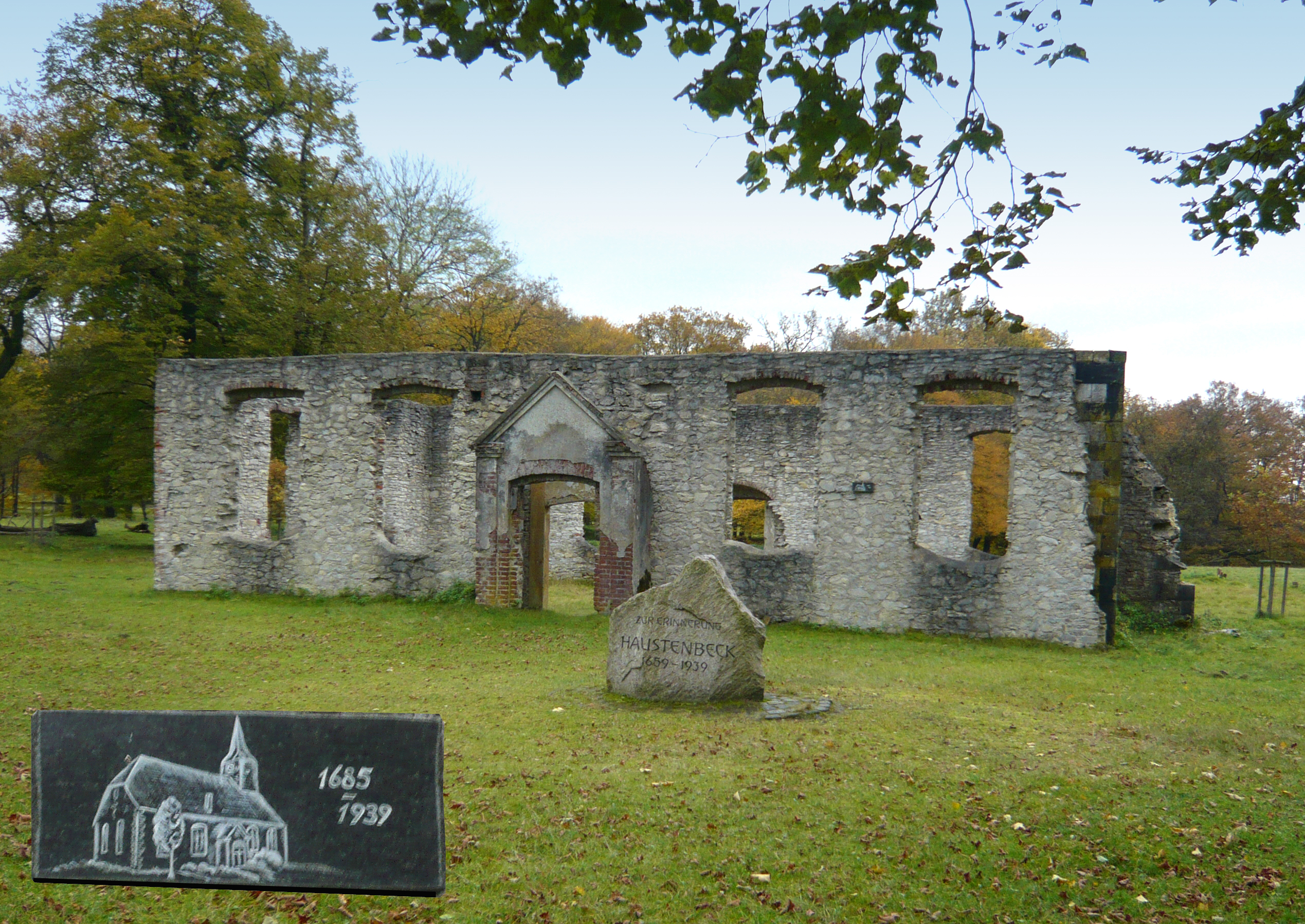
Ruine der Kirche in Haustenbeck. Das kleine Bild zeigt die Gedenktafel rechts zwischen den beiden Fenstern.

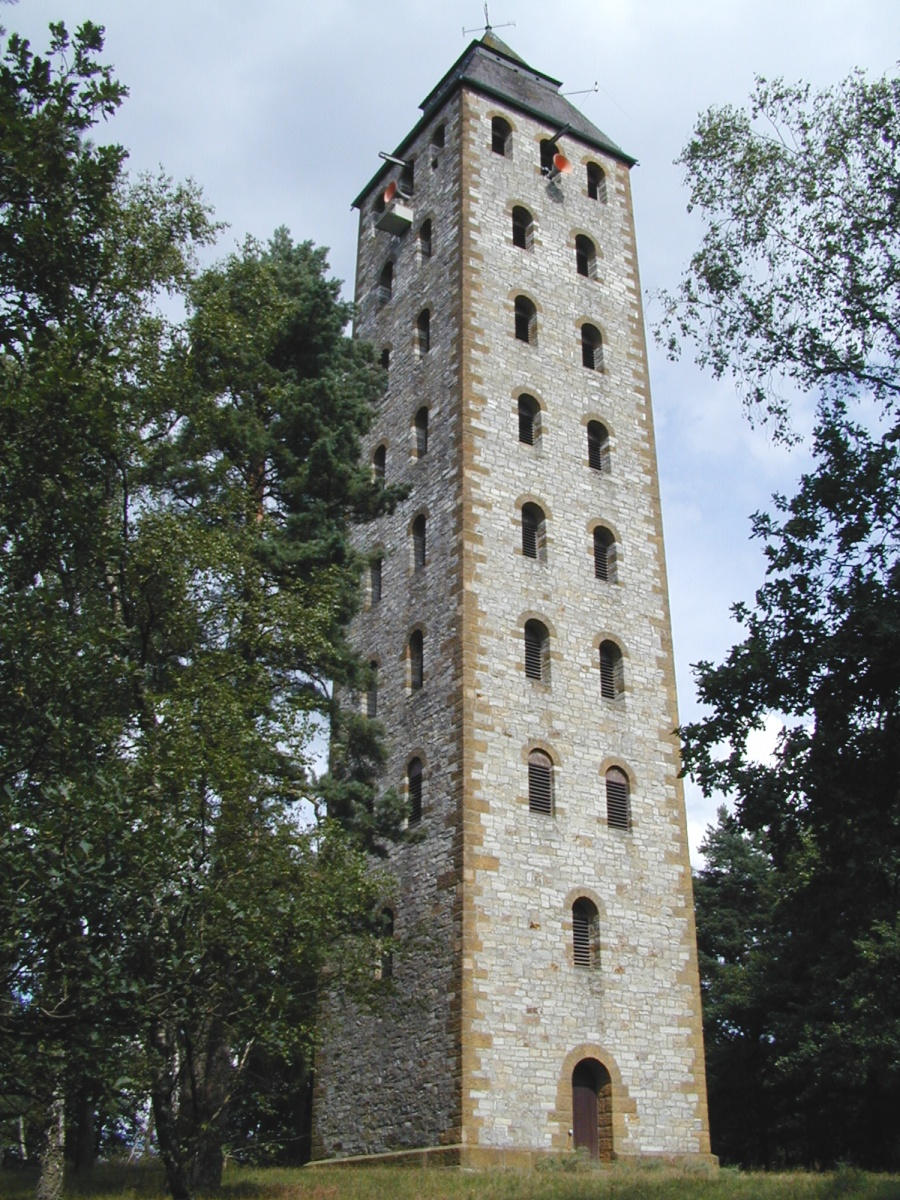
Haustenbecker Turm

## Haustenbeck
Gegründet wurde Haustenbeck formal 1659 und nachfolgend mit dem Beinamen „Lippisch-Neudorf“ bedacht. In Ortsnähe finden sich Grenzsteine, die auf den Lippspringischen Originalvergleich von 1658 zurückgehen. Zwei der Grenzsteine befinden sich an der Haustenbeckerstraße, der Preußisch-Lippische Grenzstein Nr. 24d von 1860, befindet sich in der öffentlichen Ausstellung des LWL-Freilichtmuseums in Detmold, Abteilung Kleinobjekte.

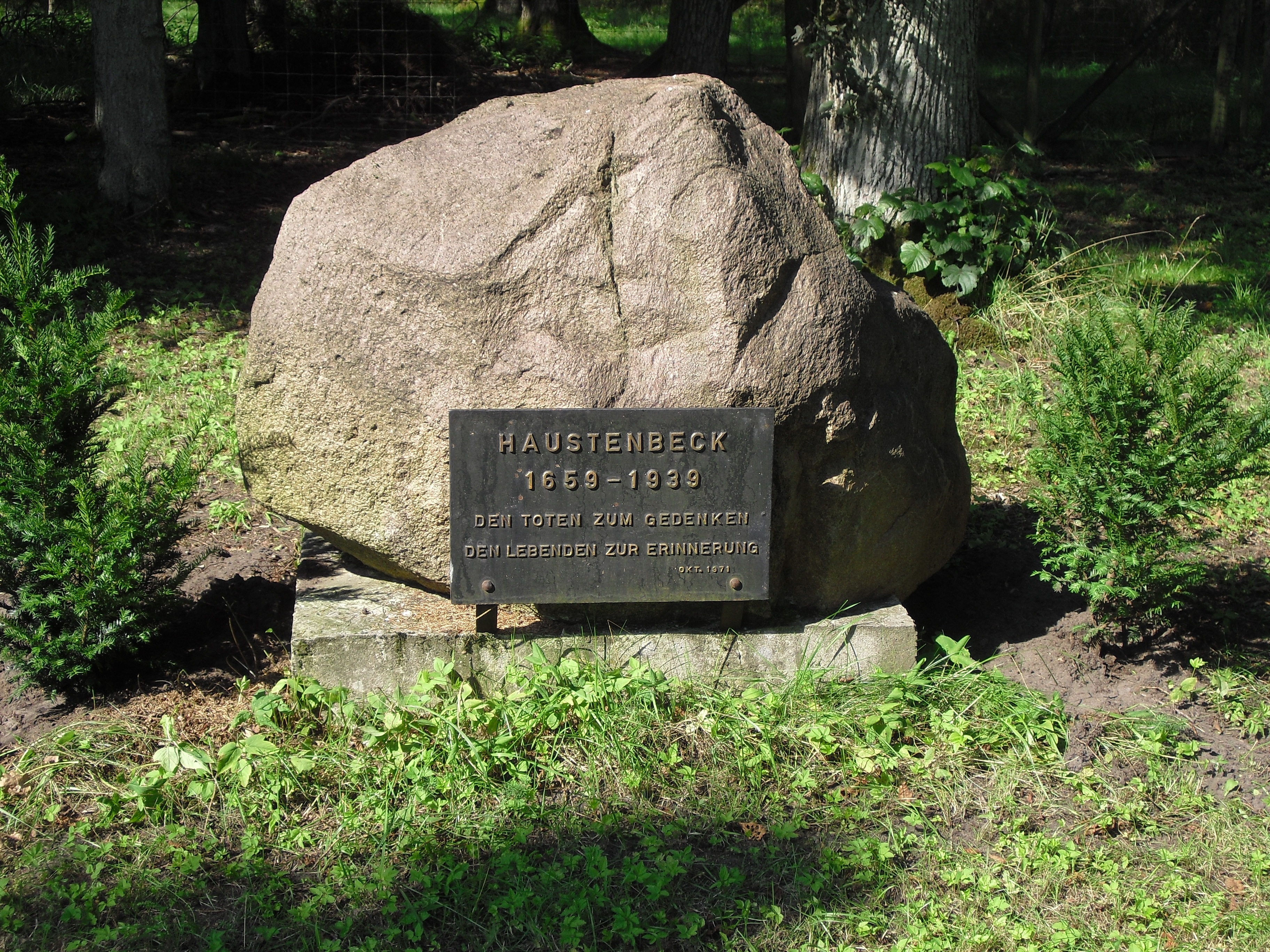
Gedenkstein: „Haustenbeck 1659–1939“
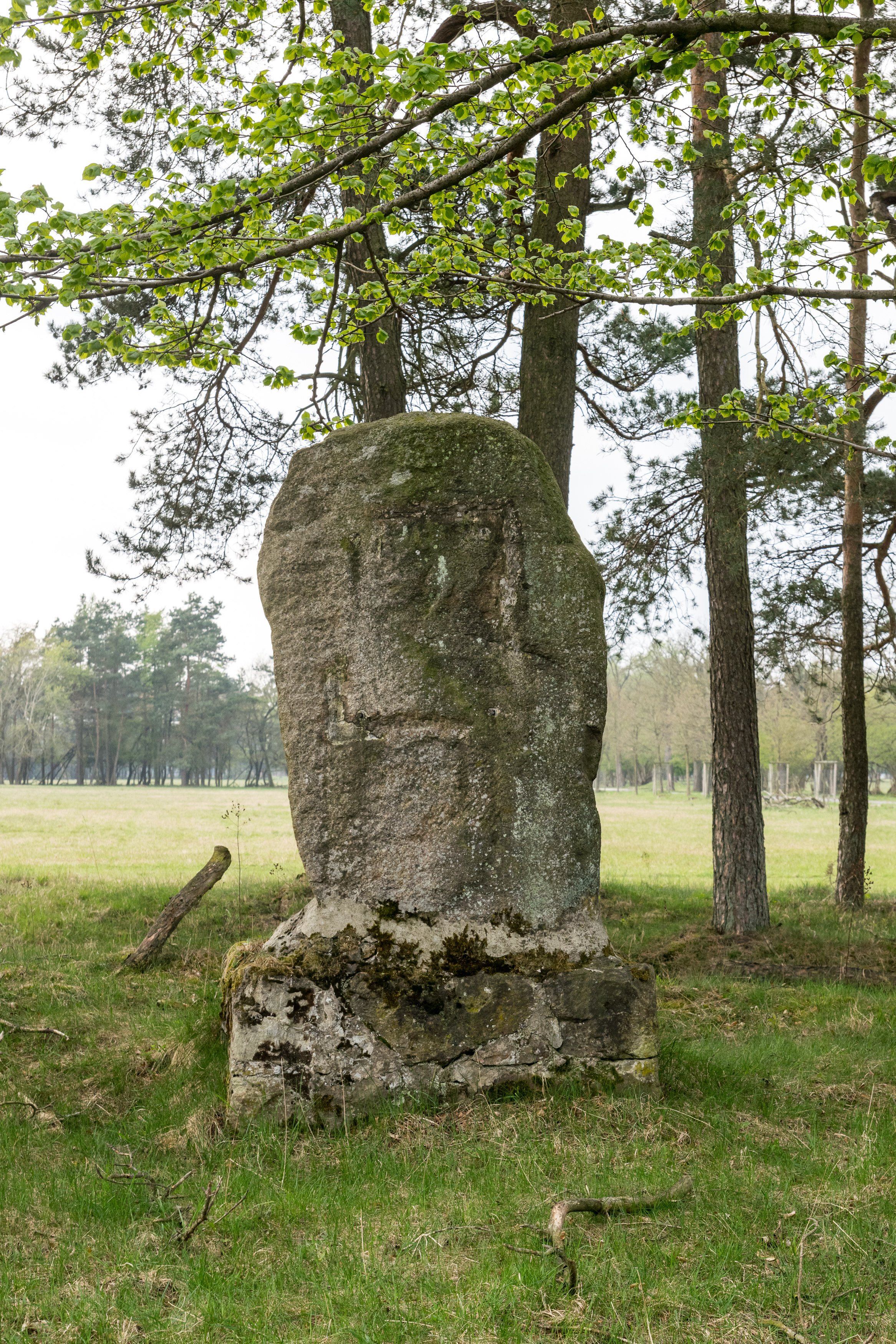
Grenzstein an der Haustenbecker Straße
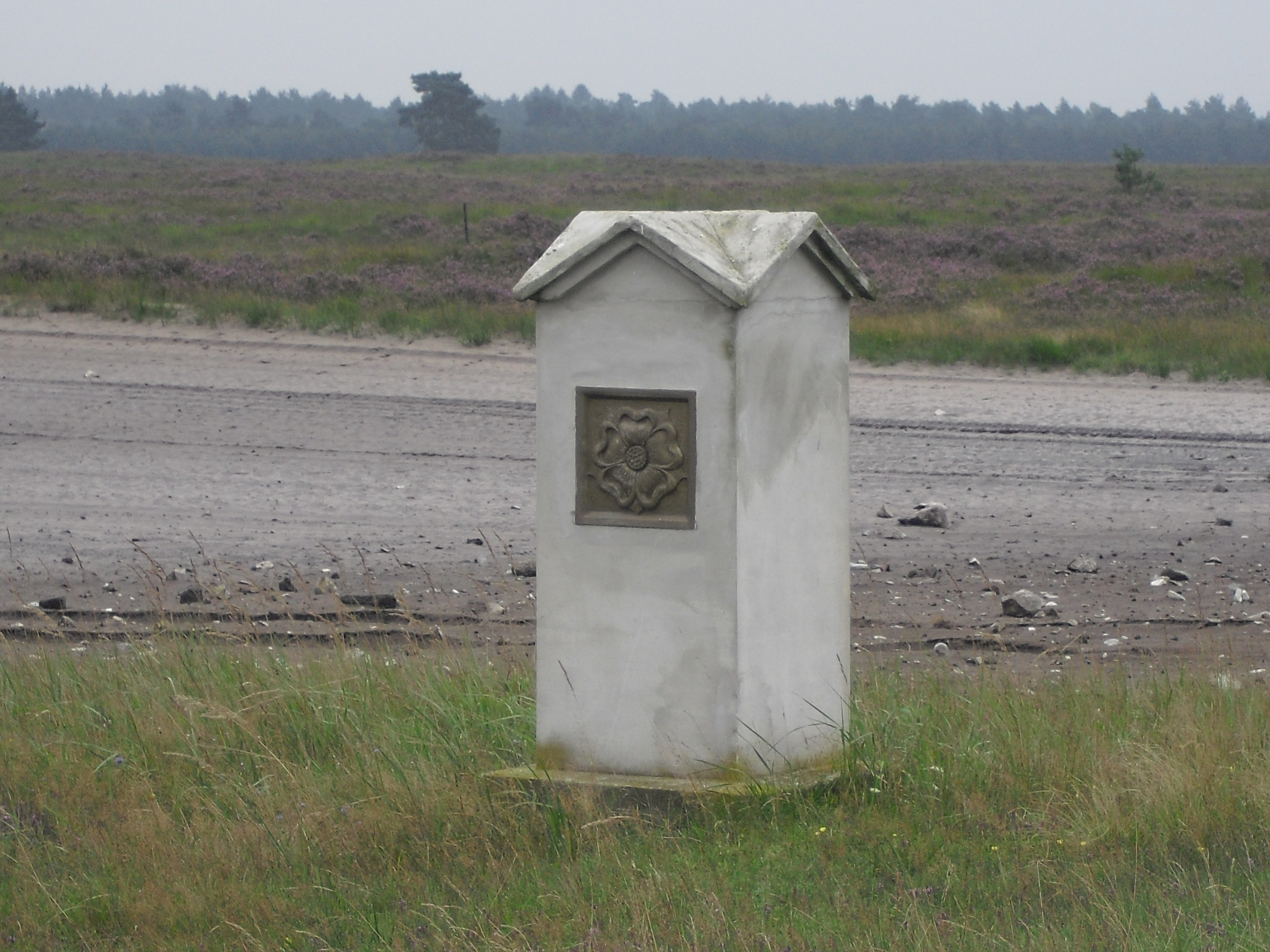
Grenzstein an der Haustenbecker Straße
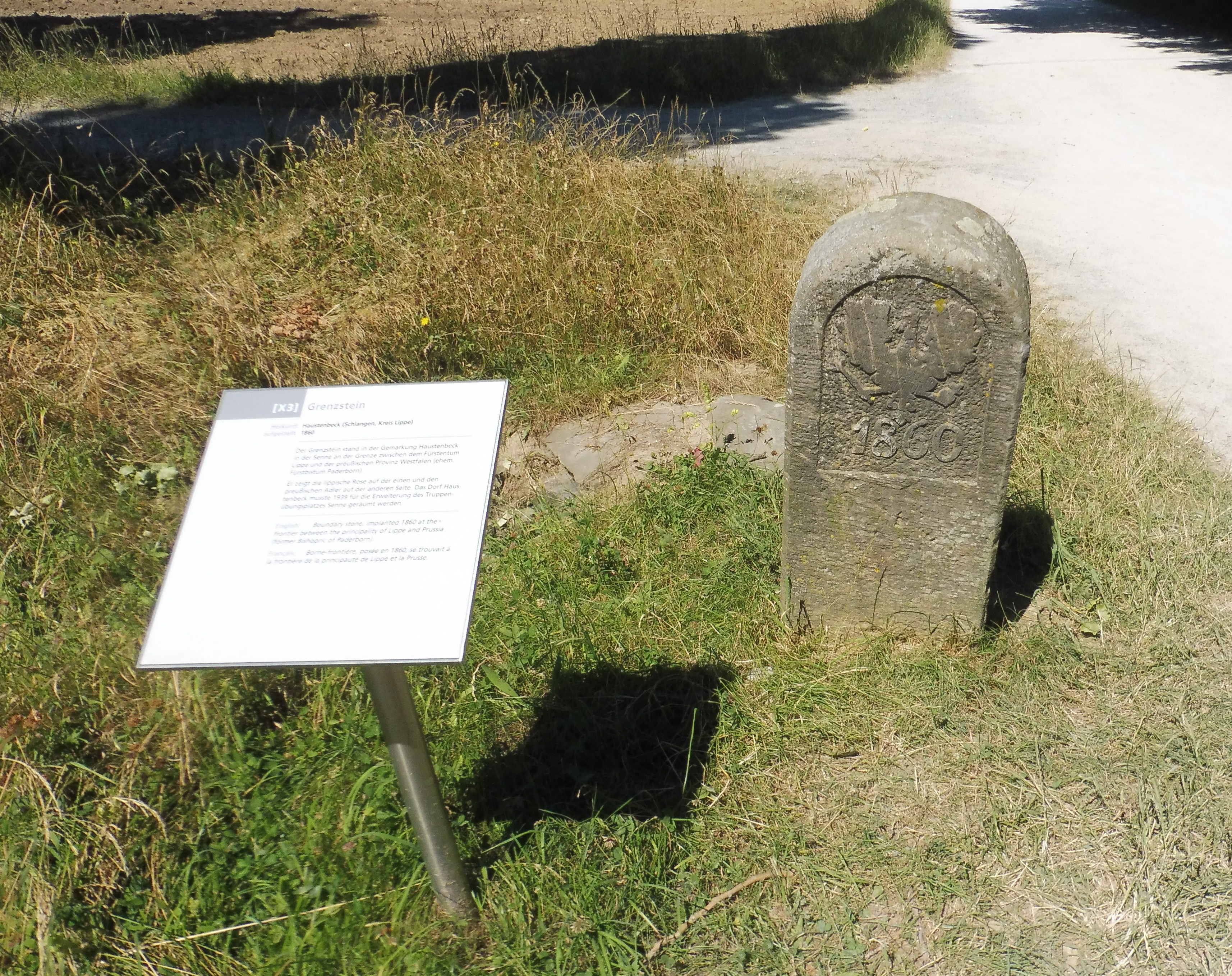
Grenzstein Nr. 24d aus Haustenbeck

Bis in die 1930er Jahre hatte der Ort Zuzug und zuletzt etwa 1.300 Einwohner, die auch in verstreuten Gehöften um den Ort wohnten. Zum Jahresende 1939 musste der Ort zugunsten einer Erweiterung des Truppenübungsplatzes Senne endgültig geräumt werden. In den 1940er-Jahren wurden in Haustenbeck Baulichkeiten und Einrichtungen der Panzerversuchsanstalt zunächst vom deutschen und später vom britischen Militär genutzt. Später kam der Ort in den direkten Einflussbereich von Schießbahnen. Im 21. Jahrhundert finden sich wenige stehende Gebäudereste und Ruinenfragmente in der ehemaligen Ortslage, die Teichanlagen sind nicht mehr erkennbar, eine kleine Brücke führt über den Haustenbach. Der nahe gelegene Haustenbecker Turm wird nach wie vor als Beobachtungsstation in der Senne genutzt.

### Geographie
Die Lage von Haustenbeck (155 m ü. NN) ist mit dem Haustenbachtal verbunden. (Ortslage der Wüstung)  Das Haustenbachtal ist das südlichste von mehreren Quelltälern vor dem Teutoburger Wald (historisch „Osning“) und am östlichen Rand der Westfälischen Bucht. Etwa parallel dazu finden sich in nordwestlicher Richtung das Knochenbachtal und das Krollbachtal; danach liegt der Quellbereich der Ems, der weniger talartig ausgeprägt ist. Ebenfalls parallel verläuft der Fluss Lippe im Süden und im Norden der Ölbach zur Wapel. Das Haustenbachtal befindet sich in der Ursprungsregion der Wasserscheiden und Fließgewässer von Lippe und Ems, die großräumig für Bereiche von West- und Norddeutschland bestimmend sind. Der Haustenbach findet über Staumühle, vorbei an Westenholz und Mastholte schließlich über die Glenne seinen Weg in die Lippe. Der Haustenbach zählt zu den wenigen in der Senne entstehenden Gewässern, die in ihrem Verlauf die Region Ostwestfalen-Lippe verlassen.

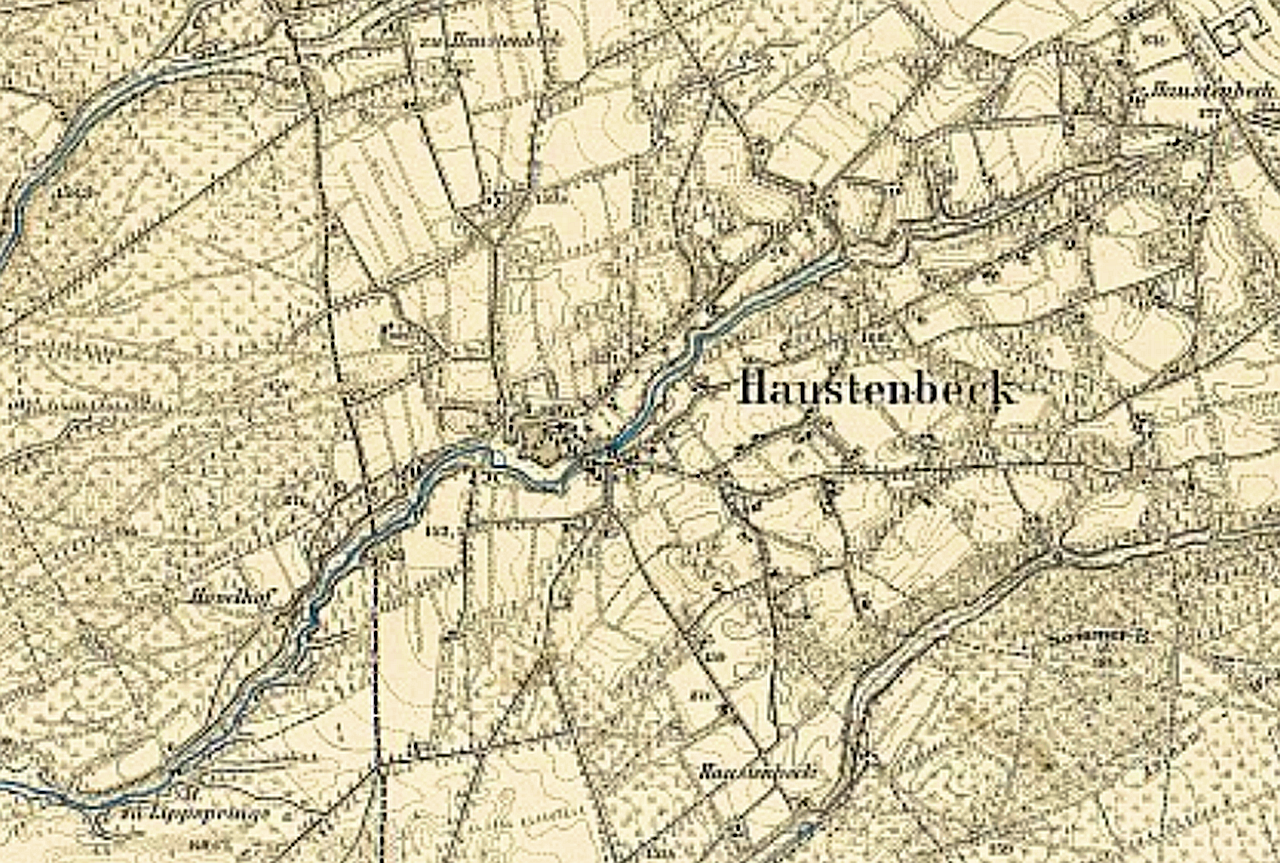
Haustenbeck, Kartenausschnitt Messtischblatt Senne, Stand 1897
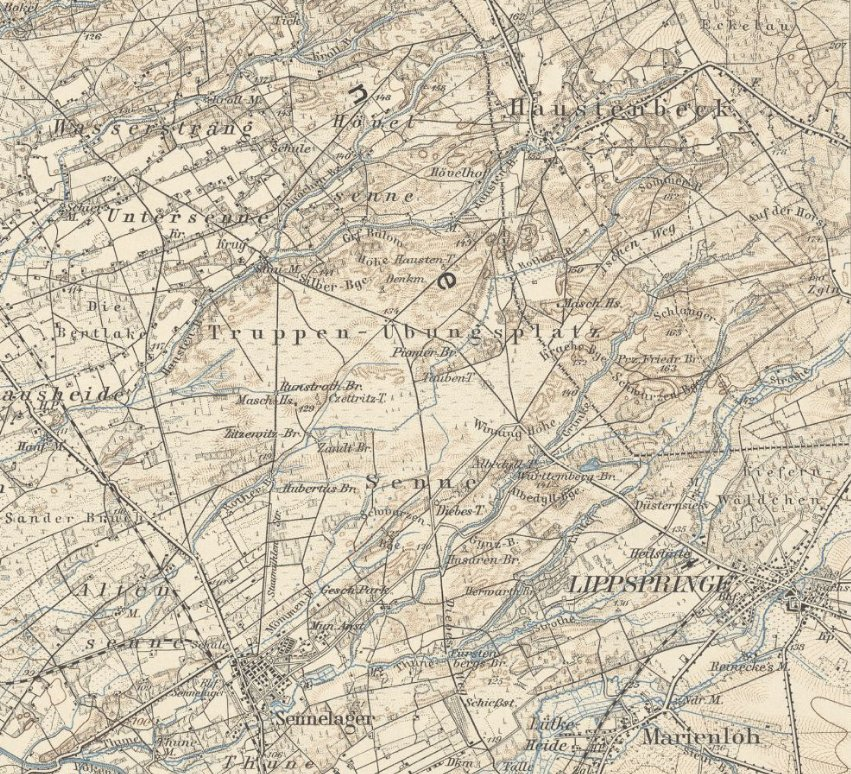
Haustenbeck, Karte der Senne, Stand 1909
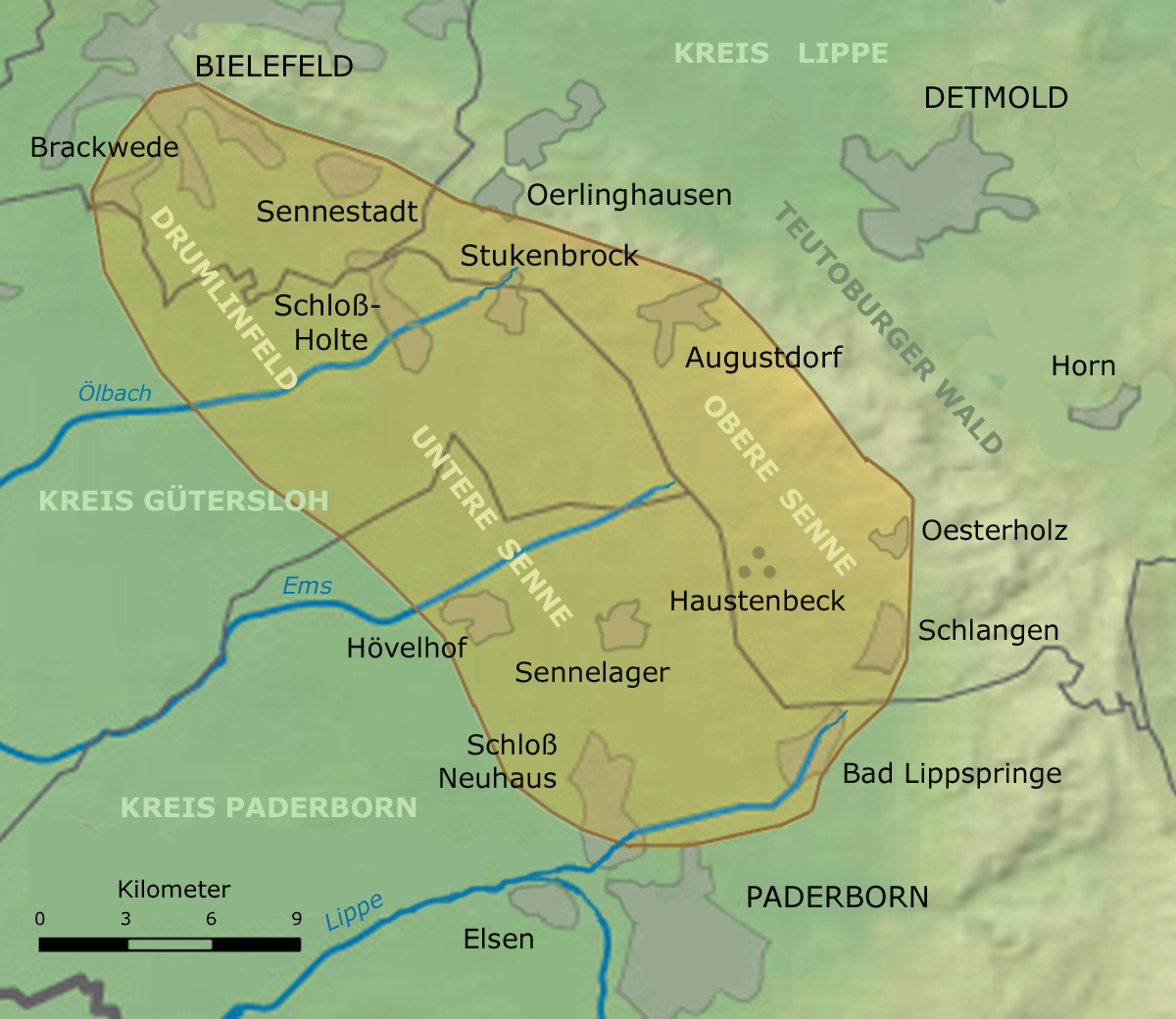
Lage von Haustenbeck in der Senne

Die Bodenverhältnisse um Haustenbeck gelten seit jeher als ertragsarm, weshalb die Region auch „Desertum Sinedi“ genannt wurde. Ackerbau lohnte daher kaum, weshalb man die Flächen beispielsweise eher als Hude für Schafzucht auf den Heideflächen nutzen konnte. Die Pferdezucht mit den Senner Pferden kam ebenfalls in Betracht.
Die Verkehrsgeographie der Senne ist bestimmend für Haustenbeck. Lippe und Ems wurden historisch als Handelswege genutzt, was gelegentlich Interesse auf die Quellregionen in der Nähe von Haustenbeck lenkte. Der Verkehr um Haustenbeck ist eher von kleinen Wegen und Straßen in der Senne geprägt. Eine Feldbahn mit Spurweite 600 mm verkehrte 1914–1945  in Nähe von Haustenbeck in der Senne. Diese Schmalspurbahn war in Sennelager an die Sennebahn angeschlossen. Die Radwanderwege der Römerroute und des Senne-Radweges liegen Außerhalb der Sperrzonen des Truppenübungsplatzes.

### Geschichte
Die Geschichte von Haustenbeck ist mit der Siedlungsgeschichte der Senne verbunden. Ein genaues Gründungsdatum der Ortschaft ist nicht bekannt. Die Reihensiedlung am Haustenbach hat sich anscheinend, wie die benachbarte Siedlung Hövelsenne, allmählich zum Reihendorf mit Ortskern bei einer Brücke am Haustenbach entwickelt. Tatsächlich errichtete Hermann Adolf Graf und Edler Herr zu Lippe im Jahr 1659 eine Grenzstation auf der nördlichen (lippischen) Seite des Haustenbaches, um an der lippischen Grenze Zölle zu erheben. Für den Ort wird daher 1659 als Gründungsdatum angenommen, als Beiname ist auf historischen Karten „Lippisch-Neudorf“ zu finden.

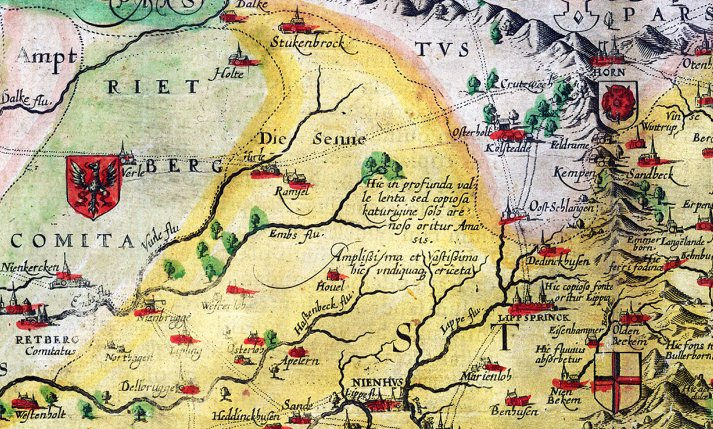
Historische Karte, Haustenbach als „Haẛsenbeck flu.“ eingezeichnet, Stand etwa 1620
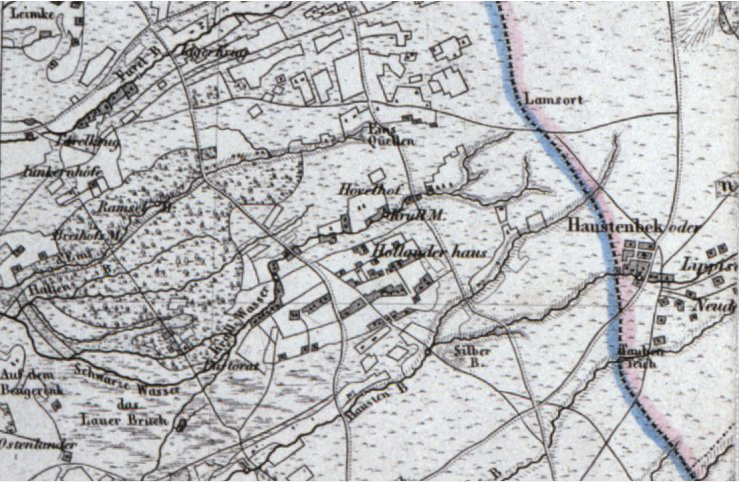
„Haustenbek“ („Lippisch-Neudorf“) mit Landes- und Konfessionsgrenzen, Stand 1824
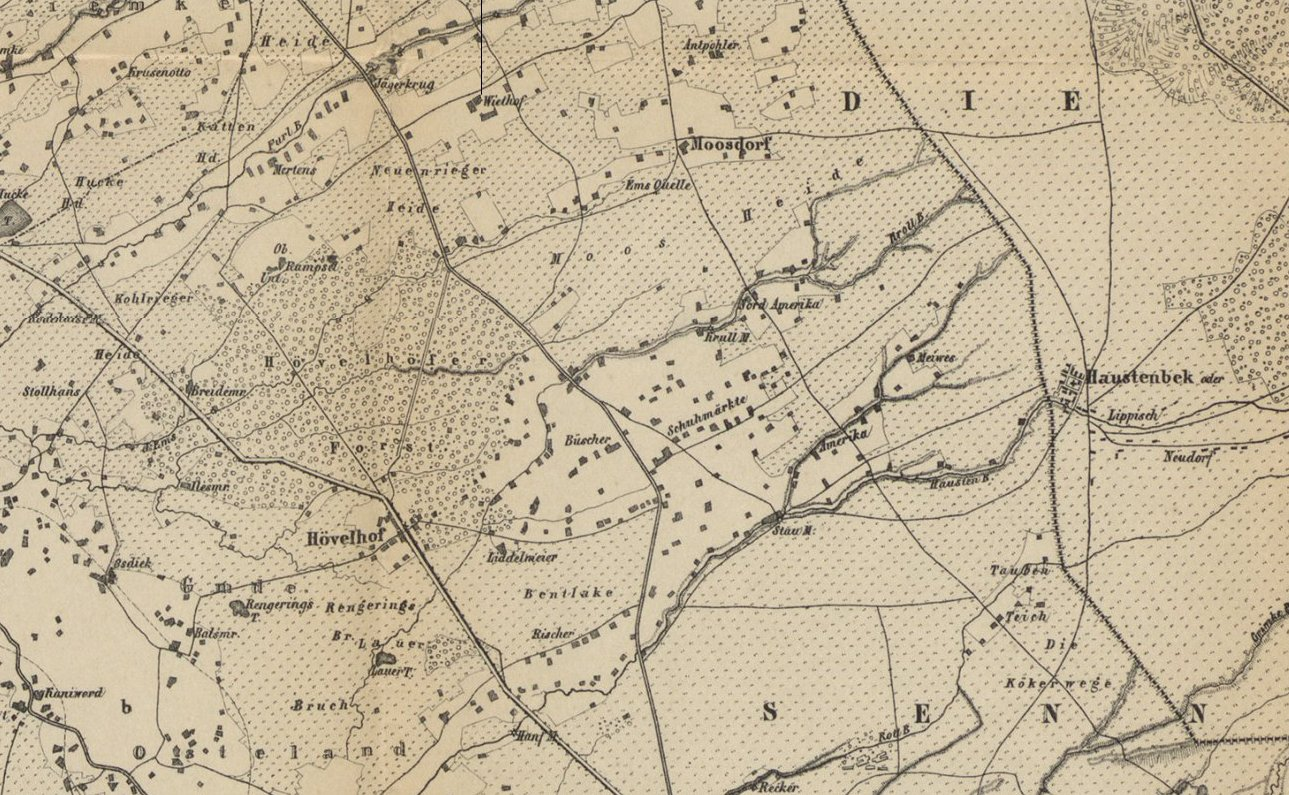
„Haustenbek“ („Lippisch-Neudorf“), Stand 1890

In der Nähe von Haustenbeck gibt es bronzezeitliche Hügelgräber, die über den Archäologischen Lehrpfad Oesterholz erschlossen und untersucht wurden. Nach Aufzeichnungen der Regesta Imperii gab es in der „Desertum Sinedi“ auch Siedlungen in der Senne zwischen 800 und 1400. In Rom erneuerte Otto III. im Jahre 1001 seine früheren Besitzansprüche auf die Flächen und Siedlungen in der Senne und damit auch für den später als Haustenbeck genannten Bereich. Als Kolonate von Haustenbeck sind einige kleinere Gehöfte und Hofstätten im Bereich von Haustenbeck bekannt.  Etliche dieser Hofstellen entstanden in der Zeit des Wiederaufbaus des Territoriums nach dem Dreißigjährigen Krieg. Die Besiedlung der Region wurde auf Seite des Lipperlandes vom evangelischen Grafen Herman Adolf und für das Paderborner Land von Seiten der damaligen Fürstbischöfe von Paderborn dem Dietrich Adolf von der Recke und seinem Nachfolger Ferdinand von Fürstenberg gefördert. Die Evangelische Kirche Haustenbeck wurde 1685 eingeweiht. Die vorhergehende Bauzeit reicht bis in die frühen 1670er-Jahre. Die Aufzeichnung der Kirchenbücher früherer Jahrhunderte und diverse Rechtsfälle zu Haustenbeckern sind in den Archiven des Landes NRW auffindbar. So sind beispielsweise eine „Beleidigungklage wegen angeblicher Zauberei“ für 1682/83 und etliche weitere Rechtsfälle aktenkundig. Der Ort hatte ein eigenes Standesamt, welches als das 15. Standesamt im Landkreis Detmold geführt wurde. Standesregisteraufzeichnungen von 1876 bis 1936 sind größtenteils erhalten und in den Archiven des Landes NRW sowie über andere Findhilfen auffindbar. Pastor Lic. Hans Held war von 1929 bis 1939 Seelsorger für den Ort und gleichzeitig seit 1932 Pfarrer in Augustdorf. Am 26. November 1939, las er die letzte Messe zum Totensonntag in der Kirche von Haustenbeck.  Die Schule in Haustenbeck erhielt 1907 ein neues Gebäude. Dort war von 1934 bis 1939 Professor Hans Sprenger als Lehrer im Ort tätig. Durch die Ortslage fließt der Haustenbach, der knapp vor dem Ort zum Mühlenteich aufgestaut war. Auch knapp nach dem Ort findet sich auf historischen Karten eine kleine Gewässerfläche im „Haustenbachtal“, die eventuell zum Fischen genutzt werden konnte.
Um 1937 hatte Haustenbeck etwa 1300 Einwohner. Von 1937 bis 1939 wurden die Bewohner Haustenbecks umgesiedelt; die meisten Bewohner fanden in der Siedlung Moorlage in Horn-Bad Meinberg, in Isenbüttel oder in Blumenberg, heute ein Ortsteil von Wanzleben-Börde in der Magdeburger Börde, sowie auf dem freien Wohnungsmarkt in Lippe eine neue Heimat. Im Jahr 1939 wurden die Haustenbecker Flurstücke in die Gemeinde Oesterholz eingegliedert.
Die Bewohner, die bis Ende 1939 keine neue Wohnung fanden, wurden in bereits geräumte Häuser in Hövelsenne und der sogenannten Randsiedlung, am Truppenübungsplatz-Rand gelegen, einquartiert. Nach dem Krieg siedelten kurzfristig auch im Ortskern in 19 Häusern wieder einige ehemalige Bewohner Haustenbecks sowie Flüchtlinge. Diese mussten aber den Ortskern unverzüglich wieder räumen, nachdem die Britische Rheinarmee den Truppenübungsplatz im August 1945 von der US-Army übernommen hatte. Die britischen Truppen nutzen die noch erhaltenen Häuser und Einrichtungen der der Panzerversuchsstation noch einige Zeit. Später kam es zu einer Neuordnung der Schießbahnen, wodurch der Ortsbereich von Haustenbeck in den stark gefährdeten Bereich der Geschossbahnen kam.

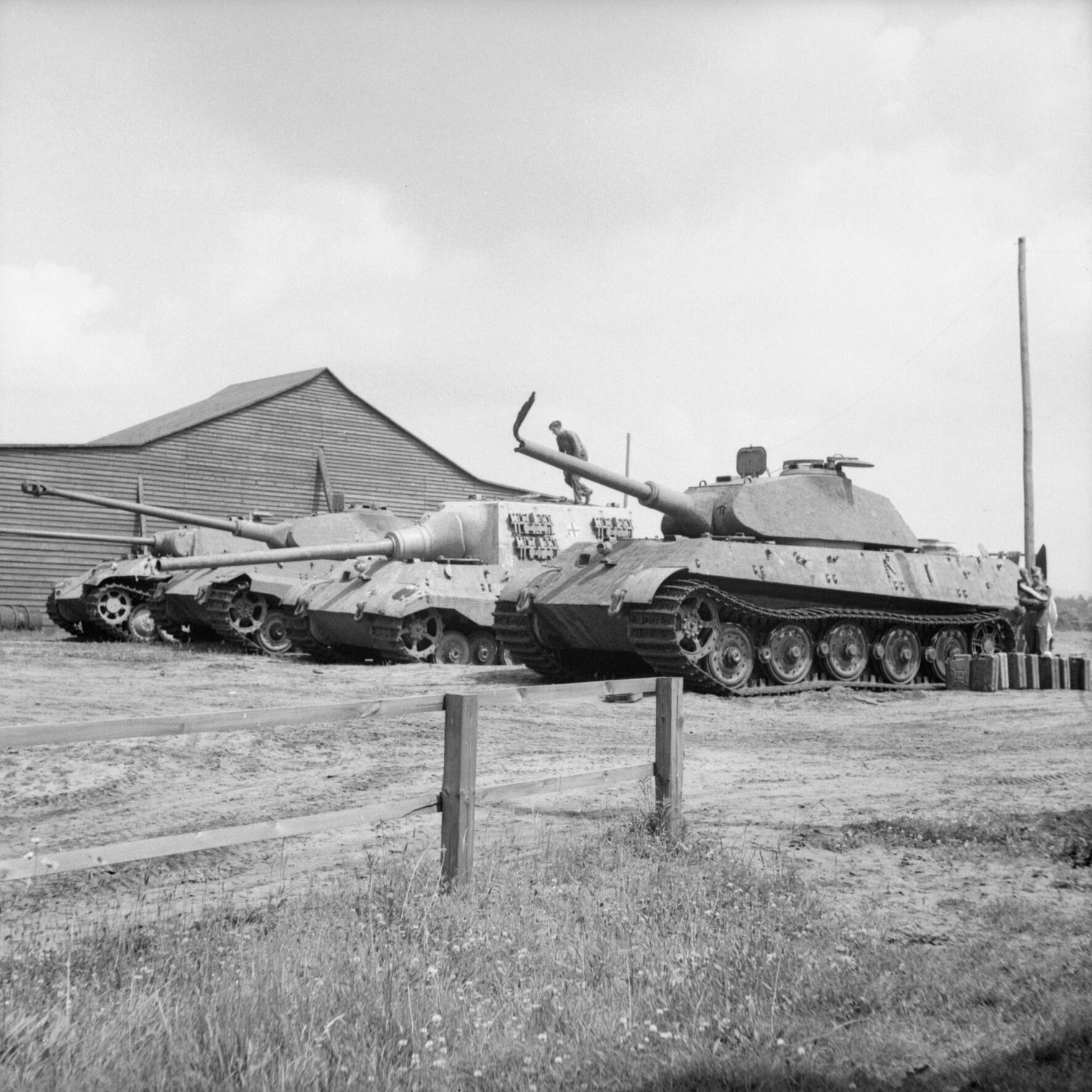
Henschel Panzerversuchsstation 96 mit schweren Panzern (Haustenbeck, 1945)

### Panzerversuchsstation
Das Heereswaffenamt betrieb in Deutschland etliche Erprobungsstellen für Waffen und Gerät. Insbesondere die Erprobung von Panzer-Prototypen erfolgte bei der Henschel Panzerversuchsstation 96 in Haustenbeck sowie bei der Versuchsstelle für Kraftfahrt (Verskraft) in Kummersdorf. Haustenbeck hatte für die Panzerhersteller aus Essen und Kassel verkehrstechnische und logistische Vorteile. Die Einrichtung entstand ab 1934/35 auf der sogenannten „Kampmeiers Stätte“ am Roten Bach. (Standort) In Haustenbeck fanden neben Fahr- und Schießerprobungen auf dem Truppenübungsplatz Senne auch die Prüfungen für gasdichte Fahrzeuge in Sondergebäuden sowie Dichtigkeitsprüfungen in Tauchdurchfahrtsbecken statt. Die Schweren Panzer-Abteilungen stationierten in ihre Ausbildungs- und Ersatzverbände in der Nähe und konnten so immer mit den neuesten schweren Panzermodellen vertraut gemacht sowie an Erprobungen beteiligt werden. Im April 1945 nahmen zuerst US-Streitkräfte die Anlage in Besitz um sie zu untersuchen und im August an die britische Rhine-Army abzugeben. Auch die britischen Streitkräfte untersuchten das dort nach dem Krieg verbliebene Material. Der Standort wurde später eingeebnet und ist nicht mehr erkennbar.

### Randsiedlung Haustenbeck – später Oesterholz-Haustenbeck
Nachdem in der Randsiedlung während des Zweiten Weltkriegs nur noch einige wenige Bewohner aus dem Ortskern, die keine andere Bleibe fanden, sowie einige Angestellte des Truppenübungsplatzes wohnten, wurden gegen Kriegsende zunehmend auch Vertriebene aus dem deutschen Ostgebieten sowie Ausgebombte aus dem Ruhrgebiet und aus Paderborn in die Randsiedlung einquartiert. Es entwickelte sich wieder eine stattliche Gemeinde, die aber mit dem Wiederaufbau im Ruhrgebiet und Paderborn wieder schrumpfte.
Die (sogenannte) „Randsiedlung Haustenbeck“, im Osten von Haustenbeck gelegen, gehörte bis zum 31. Dezember 1956 zur Gemeinde Oesterholz. Anschließend war es bis zum 31. März 1957 eine kurzlebige rechtlich eigenständige Gemeinde mit etwa 200 Einwohnern. Am 1. April 1957 wurde Haustenbeck in die Gemeinde Oesterholz eingemeindet, die seitdem Oesterholz-Haustenbeck heißt.
Nachdem im Ortsteil Oesterholz in den 1960er Jahren Bauland für die Bewohner der Randsiedlung bereitgestellt worden war, wurde die Randsiedlung von ihren Bewohnern bis 1971 geräumt. Auf dem Gelände der ehemaligen Randsiedlung befindet sich heute eine Schießbahn. Die letzte sich dort noch befindende Ruine wurde im Sommer 2008 abgerissen.

### Haustenbeck im 21. Jahrhundert

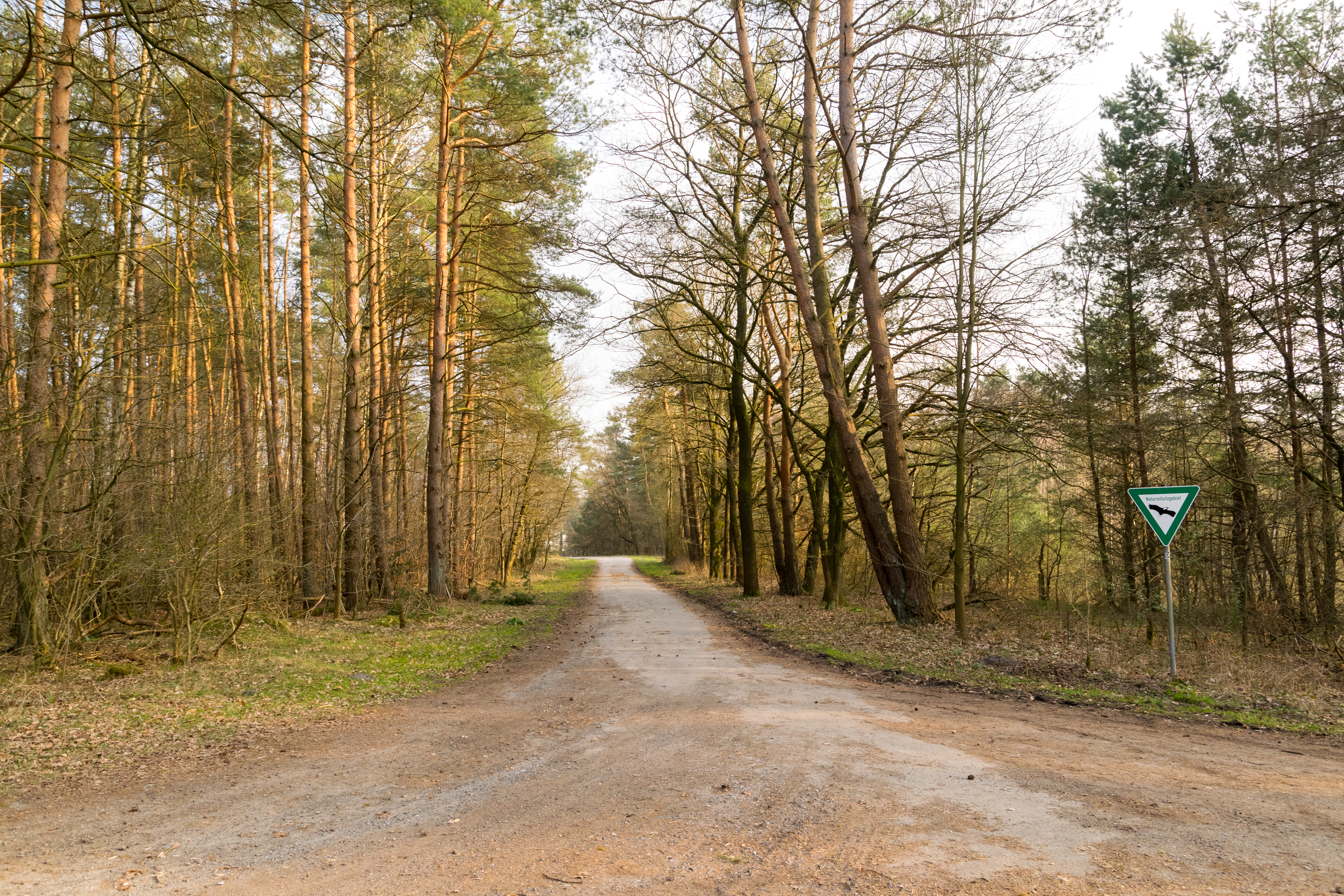
Naturschutzgebiet Senne nördlich Oesterholz

Das gesamte Haustenbecker Gebiet ist heute unbewohnt und gehört vollständig zum Truppenübungsplatz Senne.
Heute befinden sich im ehemaligen Ortskern des Dorfes Haustenbeck nur noch die unter Denkmalschutz stehende Ruine der ehemaligen Kirche, wo seit einigen Jahren auch ein Gedenkstein steht, eine Gedenkstätte auf dem ehemaligen Friedhof sowie hier und da einige vereinzelte Mauerreste. Teilweise lässt sich am alten Obstbaumbestand noch erahnen, wo einst die Häuser und Höfe standen. Etwa 500 Meter nordöstlich der Kirchenruine steht der Haustenbecker Turm, der erst 1941 als Beobachtungsturm für das übende Militär erbaut wurde. Heute dient der Turm auch dem Vogelschutz und bietet verschiedenen Greifvögeln, etwa Falken, Nistplätze. Er ist dem Kirchturm der Pfarrkirche St. Kilian in Büren-Brenken nachempfunden, ist 41,50 Meter hoch und hat einen quadratischen Grundriss mit einer Seitenlänge von acht Metern. Der Heimat- und Verkehrsverein Oesterholz-Haustenbeck veranstaltet in jedem ungeraden Jahr das Haustenbecker Treffen, ein Wiedersehenstreffen alter Haustenbecker und Freunde in Haustenbeck.